# D-Generation X: In Your House
D-Generation X: In Your House — девятнадцатое в истории PPV-шоу In Your House, производства американского рестлинг-промоушна World Wrestling Federation (WWF). Шоу прошло 7 декабря 1997 года в Springfield Civic Center в Спрингфилде, Массачусетс, США. На шоу было проведено восемь матчей.
В главном событии Кен Шемрок победил Шона Майклза по дисквалификации в матче за звание чемпиона WWF. Таким образом, Майклз сохранил свой титул. Хотя название In Your House будет использоваться для различных PPV-шоу до 1999 года, это шоу станет последним из оригинальной серии In Your House, согласно WWE Network.

## Результаты
| #                             | Матч | Тип матча                                                     | Время |
| ----------------------------- | --- | ------------------------------------------------------------- | ----- |
| 1                             | Така Мичиноку победил Брайана Кристофера | Одиночный матч за новый титул чемпиона WWF в полутяжёлом весе | 12:02 |
| 2                             | «Лос Борикуас» (Мигель Перес-младший, Хесус Кастильо-младший и Хосе Эстрада-младший) (с Савио Вегой) победили «Учеников Апокалипсиса» (Чейнз, 8-й шар и Череп) | Командный матч шести человек                                  | 7:58  |
| 3                             | Баттербин победил Марка Меро (с Сейбл) по дисквалификации | Матч крутых парней                                            | 10:20 |
| 4                             | «Изгои нового века» (Роуд Догг и Билли Ганн) (c) победили «Легион судьбы» (Ястреб и Зверь) по дисквалификации                                                  | Командный матч за командное чемпионство WWF                   | 10:32 |
| 5                             | Трипл Эйч (с Чайной) победил Сержанта Слотера | Матч «Учебный лагерь»                                         | 17:39 |
| 6                             | Джефф Джарретт победил Гробовщика по дисквалификации | Одиночный матч                                                | 6:54  |
| 7                             | Стив Остин (c) победил Скалу (с Фааруком, Ди’Ло Брауном и Камой Мустафой)                                                                                      | Одиночный матч за титул интерконтинентального чемпиона WWF    | 5:28  |
| 8                             | Кен Шемрок победил Шона Майклза (c) (с Трипл Эйчем и Чайной) по дисквалификации                                                                                | Одиночный матч за титул чемпиона WWF                          | 18:27 |
| (c) — чемпион на начало матча | |                                                               |       |